# Liste der Monuments historiques in Malaincourt
Die Liste der Monuments historiques in Malaincourt führt die Monuments historiques in der französischen Gemeinde Malaincourt auf.

## Liste der Immobilien
| Bezeichnung | Beschreibung           | Standort         | Kennzeichnung | Schutzstatus | Datum | Bild |
| ----------- | ---------------------- | ---------------- | ------------- | ------------ | ----- | ---- |
| Wegekreuz   | Stein, 16. Jahrhundert | Grand rue (Lage) | PA00107195    | Classé       | 1913  |      |

## Liste der Objekte
| Bezeichnung                   | Beschreibung                                              | Standort                              | Kennzeichnung | Schutzstatus | Datum | Bild |
| ----------------------------- | --------------------------------------------------------- | ------------------------------------- | ------------- | ------------ | ----- | ---- |
| Skulptur Heilige Anna         | Stein, farbig gefasst, zweite Hälfte des 16. Jahrhunderts | in der Kirche St-Laurent (Lage)       | PM88000523    | Classé       | 1965  |      |
| Skulptur eines heiligen Abtes | Stein, 15. Jahrhundert                                    | in der Kirche St-Laurent (Lage)       | PM88000522    | Classé       | 1930  |      |
| Skulpturengruppe Grablegung   | Stein, farbig gefasst, 15. Jahrhundert                    | in der Kirche St-Laurent (Lage)       | PM88000520    | Classé       | 1908  |      |
| Skulptur Heiliger Rochus      | Stein, 15. Jahrhundert                                    | außen an der Kirche St-Laurent (Lage) | PM88000521    | Classé       | 1930  |      |
| Skulptur Heiliger Gratus      | Holz, farbig gefasst, 18. Jahrhundert                     | in der Kirche St-Laurent (Lage)       | PM88000524    | Classé       | 1965  |      |
| Skulptur Paulus               | Holz, farbig gefasst, 18. Jahrhundert                     | in der Kirche St-Laurent (Lage)       | PM88000525    | Classé       | 1965  |      |